# Прела
Прела (італ. Prelà) — муніципалітет в Італії, у регіоні Лігурія,  провінція Імперія.
Прела розташована на відстані близько 440 км на північний захід від Рима, 95 км на південний захід від Генуї, 9 км на північний захід від Імперії.
Населення — 494 особи (2014).
Щорічний фестиваль відбувається 24 червня. Покровитель — святий Іван Хреститель.

## Демографія
Населення за роками:

Станом на 1 січня 2023 року в муніципалітеті офіційно проживав 71 іноземець з 19 країн, серед них 36 громадян країн Євросоюзу та 2 громадяни України.

## Сусідні муніципалітети
- Боргомаро
- Карпазіо
- Дольчедо
- Монтальто-Лігуре
- Вазія

## Міста-побратими
- Шатонеф-Грасс, Франція (2005)